# Andrzej Sieczkowski
Andrzej Witold Sieczkowski, ps. „Chrabąszcz” (ur. 22 stycznia 1913 w Warszawie, zmarł 25 grudnia 1998) – polski językoznawca, tłumacz, żołnierz Armii Krajowej, autor prac naukowych i popularnonaukowych z dziedziny językoznawstwa.

## Biografia
Urodził się 22 stycznia 1913 roku w Warszawie. W 1931 roku został absolwentem Gimnazjum im. Stanisława Staszica, po czym rozpoczął studia na Wydziale Humanistycznym Uniwersytetu Warszawskiego. Studiował polonistykę oraz filologię słowiańską (magisterium w 1936). Udzielał się w kołach naukowych. Służbę wojskową odbył w Szkole Podchorążych Łączności w Zegrzu. Od 1936 roku pracował jako nauczyciel akademicki, rozpoczął także działalność naukową. W latach 1938–1939 studiował w paryskiej Ecole Nationale des Langues Vivantes Orientales.
Na początku wojny – po udziale w kampanii wrześniowej – trafił do niewoli. Udało mu się jednak uciec z transportu do obozu jenieckiego. W czasie okupacji imał się różnych zajęć, ale równocześnie prowadził działalność dydaktyczną. W 1941 został aresztowany przez Niemców i stał się więźniem Pawiaka. Również stamtąd udało mu się wydostać. Walczył w powstaniu warszawskim w szeregach Zgrupowania „Kuba” – „Sosna”, najpierw na Starym Mieście, później na Śródmieściu Północnym. W czasie walk powstańczych został ranny. Po upadku powstania ponownie trafił do niewoli. Przebywał najpierw w stalagu w Łambinowicach, a następnie w oflagu w Murnau (był wówczas podporucznikiem Armii Krajowej).
Po wojnie kontynuował pracę dydaktyka i naukowca na Uniwersytecie Warszawskim; prowadził zajęcia z języka czeskiego. W latach 1948–1952 uczył języka polskiego na uczelni w Pradze. Od 1952 roku pracował jako adiunkt Katedry Filologii Słowiańskiej na warszawskim uniwersytecie, a od roku 1955 – jako docent. Na emeryturę przeszedł w 1978.

### Przebieg kariery naukowej
- 1936 – magisterium z filologii słowiańskiej
- 1936 – rozpoczęcie pracy dydaktyczno-naukowej
- 1949 – członek Komisji Językowej Towarzystwa Naukowego Warszawskiego[3]
- 1952 – doktorat (Slovotorná struktura českých a polských přidavných jmen) na Uniwersytecie Karola, jego nostryfikacja w Polsce i stanowisko adiunkta na Uniwersytecie Warszawskim[3]
- 1955 – tytuł docenta[3]
- 1968–1971 – członek Rady Naukowej Zakładu Językoznawstwa PAN[3]

### Życie osobiste
W czerwcu 1943 roku ożenił się z Haliną Wiśniewską. W czasie wojny stracił rodziców i jednego z braci.

## Wybrane prace
- 1952: Slovotorná struktura českých a polských přidavných jmen (praca doktorska)
- 1957: Struktura słowotwórcza przymiotników czeskich i polskich
- 1960: Próba klasyfikacji bohemizmów spotykanych w języku polskim
- 1962: Z metodyki badań porównawczych nad słowotwórstwem słowiańskim
- 1964: Kategoria gramatyczna wołacza w językach zachodniosłowiańskich
- liczne artykuły w „Poradniku Językowym”

## Odznaczenia
Otrzymał następujące odznaczenia:
- 1959: Medal za Warszawę 1939–1945
- 1968: Krzyż Walecznych
- 1973: Krzyż Partyzancki
- 1973: Złoty Krzyż Zasługi
- 1975: Odznaka Grunwaldzka
- 1975: Krzyż Srebrny Orderu Virtuti Militari
- 1976: Medal Zwycięstwa i Wolności 1945
- 1976: Złota Odznaka Związku Nauczycielstwa Polskiego
- 1978: Krzyż Kawalerski Orderu Odrodzenia Polski